# Gerswalde
Gerswalde é um município da Alemanha, situado no distrito de Uckermark, no estado de Brandemburgo. Tem 96,79 km² de área, e sua população em 2019 foi estimada em 1.566 habitantes.